# HD196240
HD196240 — хімічно пекулярна зоря спектрального класу A4, що має видиму зоряну величину в смузі V приблизно  8,0.
Вона  розташована на відстані близько 2233,9 світлових років від Сонця.